# Новочишма
Новочишма (баш. Яңы Шишмә) — деревня в Липовском сельсовете Архангельского района Республики Башкортостан России.

## Население
| 2002 | 2009 | 2010 |
| ---- | ---- | ---- |
| 160  | ↗175 | ↘166 |

Согласно переписи 2002 года, преобладающая национальность — татары (79 %).

## Географическое положение
Расстояние до:
- районного центра (Архангельское): 28 км,
- центра сельсовета (Благовещенка): 5 км,
- ближайшей железнодорожной станции (Приуралье): 35 км.